# Roemeense parlementsverkiezingen 2004
De Roemeense parlementsverkiezingen werden op 28 november 2004 gehouden. De Roemenen moesten een nieuwe Kamer van Afgevaardigden (Camera Depuțalior) en een nieuwe Senaat (Senat) kiezen.

## Verkiezingsstrijd
De verkiezingsstrijd voorafgaande aan de verkiezingen ging vooral tussen de Nationale Unie PSD + PUR - een alliantie van de Sociaaldemocratische Partij (PSD) en de centrumrechtse Humanistische Partij van Roemenië (PUR; in 2005 omgedoopt in Conservatieve Partij) - en de Alliantie van Recht en Waarheid - een alliantie van de Nationaal-Liberale Partij (PNL) en de centrum gerichte Democratische Partij (PD). De Nationale Unie werd gedomineerd door de PSD, die sinds 2000 aan de macht was. De Alliantie van Recht en Waarheid (DA) zag het als voornaamste doel de sociaaldemocraten uit het regeringspluche te wippen.
Andere partijen die actief deelnamen aan de verkiezingsstrijd waren de Democratische Unie van Hongaren in Roemenië (UDMR), de partij van Hongaarse minderheid in Roemenië, de Groot-Roemenië Partij (PRM), de partij van de ultra-nationalisten en de Roemeense Reconstructiepartij (URR), een centrumrechtse partij van technocraten.

## De verkiezingen
Uiteindelijk vonden de parlementsverkiezingen op 28 november 2004 plaats. De uitslagen waren al snel binnen: De Nationale Unie bleek met 132 zetels (= 36,8%) in de Kamer en 57 zetels (= 37,2%) in de Senaat de winnaar. De DA kreeg 112 zetels (= 31,5%) in de Kamer en 49 zetels (= 31,8%) in de Senaat. De oppositie vertrouwde de uitslag niet en vermoedde dat er gefraudeerd was en eisten nieuwe verkiezingen. Als bewijs droegen zij aan dat 750 mensen in drie verschillende provincies meer dan eens hadden gestemd. Ook zou de telling in een aantal stembureaus niet eerlijk zijn verlopen. Verschillende instituten onderzochten de verkiezingsuitslagen maar er kwam geen eenduidige conclusie. Een aantal instituten gingen uit van verkiezingsfraude, anderen daarentegen vonden geen bewijs van fraude.

## Formatie
Geen enkele partij had een meerderheid gekregen in het parlement, maar de Nationale Unie, de UDMR en andere partijen voor minderheden hadden wel een meerderheid en zouden dus een regering kunnen vormen. De presidentsverkiezingen van 13 december 2004 werden echter door Traian Băsescu van de DA gewonnen. Hierop begon Dan Voiculescu van de PUR te speculeren over het terugtrekken van de PUR uit de Nationale Unie, maar op 14 december gaf hij aan dat de PUR toch maar binnen de Nationale Unie moest blijven. Later wijzigde Voiculescu zijn standpunt opnieuw en begon de PUR coalitiebesprekingen met de DA. De UDMR begon ook besprekingen met de DA en uiteindelijk werd op 25 december een coalitie gepresenteerd bestaande uit de DA (PD en PNL), de UDMR en de PUR onder Călin Popescu-Tăriceanu.

## Uitslagen

### Kamer van Afgevaardigden
| Coalitie/partij | Coalitie/partij | Partijen | %     | Zetels (totaal) |
| --------------- | --- | --- | ----- | --------------- |
|                 | Nationale Unie PSD + PUR (Uniunea Națională PSD + PUR)                                                                    | Sociaaldemocratische Partij (Partidul Social Democrat) Humanistische Partij van Roemenië (Partidul Umanist din România) | 36,8% | 132             |
|                 | Alliantie van Recht en Waarheid (Allianț Dreptata si Adevăr)                                                              | Nationaal-Liberale Partij (Partidul Național Liberal) Democratische Partij (Partidul Democrat)                          | 31,5% | 112             |
|                 | Groot-Roemenië Partij (Partidul România Mare)                                                                             | | 13,0% | 48              |
|                 | Democratische Unie van Hongaren in Roemenië (Uniunea Democratică Maghiară din România)                                    | | 6,2%  | 22              |
|                 | Nieuwe Generatiepartij (Partidul Noua Generație)                                                                          | | 2,2%  |                 |
|                 | Nationale Boerenpartij - Christendemocraten (Partidul Național Țărănesc - Creștin Democrat)                               | | 1,8%  |                 |
|                 | Sociaaldemocratische Roma Partij van Roemenië (Partida Romilor Social Democrată din România)                              | |       | 1               |
|                 | Democratisch Forum van Duitsers in Roemenië (Forumul Democrat al Germanilor din România)                                  | |       | 1               |
|                 | Unie van Armeniërs van Roemenië (Uniunea Armenilor din România)                                                           | |       | 1               |
|                 | Associatie van Italianen van Roemenië (Asociația Italienilor din România)                                                 | |       | 1               |
|                 | Bulgaarse Unie van het Banaat (Uniunea Bulgară din Banat-România)                                                         | |       | 1               |
|                 | Lipovenia Russische Gemeenschap van Roemenië (Comunitatea Rușilor Lipoveni din România)                                   | |       | 1               |
|                 | Unie van Kroaten van Roemenië (Uniunea Croaților din România)                                                             | |       | 1               |
|                 | Griekse Unie van Roemenië (Uniunea Elenă din România)                                                                     | |       | 1               |
|                 | Federatie van Joodse Gemeenschappen van Roemenië (Federația Comunităților Evreiești din România)                          | |       | 1               |
|                 | Liga van Albanezen van Roemenië (Liga Albanezilor din România)                                                            | |       | 1               |
|                 | Democratische Unie van Turco-Islamitische Tataren in Roemenië (Uniunea Democrată a Tătarilor Turco-Musulmani din România) | |       | 1               |
|                 | Unie van Oekraïners van Roemenië (Uniunea Ucrainienilor din România)                                                      | |       | 1               |
|                 | Associatie van Slavische Macedoniërs in Roemenië (Asociația Macedonenilor Slavi din România)                              | |       | 1               |
|                 | Unie van Serviërs in Roemenië (Uniunea Sârbilor din România)                                                              | |       | 1               |
|                 | Culturele Unie van Roethenen in Roemenië (Uniunea Culturală a Rutelinor din România)                                      | |       | 1               |
|                 | Democratische Unie van Turken in Roemenië (Uniunea Democrată Turcă din România)                                           | |       | 1               |
|                 | Democratische Unie van Slowaken en Tsjechen in Roemenië (Uniunea Democratică a Slovacilor și Cehilor din România)         | |       | 1               |
|                 | Unie van Polen van Roemenië "Dom Polski" (Uniunea Polonezilor din România "Dom Polski")                                   | |       | 1               |
| Totaal          | Totaal | |       | 332             |

### Senaat
| Coalitie/partij | Coalitie/partij                                                                             | Partijen | %     | Zetels (totaal) |
| --------------- | ------------------------------------------------------------------------------------------- | --- | ----- | --------------- |
|                 | Nationale Unie PSD + PUR (Uniunea Națională PSD + PUR)                                      | Sociaaldemocratische Partij (Partidul Social Democrat) Humanistische Partij van Roemenië (Partidul Umanist din România) | 37,2% | 57              |
|                 | Alliantie van Recht en Waarheid (Allianț Dreptata si Adevăr)                                | Nationaal-Liberale Partij (Partidul Național Liberal) Democratische Partij (Partidul Democrat)                          | 31,8% | 49              |
|                 | Groot-Roemenië Partij (Partidul România Mare)                                               | | 13,6% | 21              |
|                 | Democratische Unie van Hongaren in Roemenië (Uniunea Democratică Maghiară din România)      | | 6,2%  | 10              |
|                 | Nieuwe Generatiepartij (Partidul Nuoa Generație)                                            | | 2,4%  |                 |
|                 | Nationale Boerenpartij - Christendemocraten (Partidul Național Țărănesc - Creștin Democrat) | | 1,9%  |                 |
| Totaal          | Totaal                                                                                      | |       | 147             |

## Verwijzing
1. ↑  [De stempels die na het uitbrengen van een stem op de gelamineerde speciale identificatiekaarten waren aangebracht, konden gemakkelijk worden uitgewist. Op de oppositie vermoedde dat mensen de stempels hadden uitgevlakt en opnieuw zouden zijn gaan stemmen. Blijkbaar ging de oppositie er alleen van uit dat aanhangers van de Nationale Unie, en in het bijzonder aanhangers van de PSD, op deze wijze gefraudeerd hadden.]